# 梅德斯通
梅德斯通（英語：Maidstone），是英国肯特郡的自治市镇，也是该郡的郡治。它位于伦敦东南方约50公里处，人口約13萬。该市的旅游景点包括利茲城堡和数个博物馆。

## 友好城市
- 法國 博韦